# ヨアハズ (ユダ王)
ヨアハズ（ヘブライ語: יְהוֹאָחָז Yəhō’aḥaz, 英語: Jehoahaz, ラテン語: Joachaz）は、ユダ王国の第17代の王。新改訳聖書ではエホアハズと記される。別名をシャルムという。名はヘブライ語で「ヤハウェが握る」という意味。

## 生涯
ヨシヤ王を父、リブナ出身のエレミヤの娘ハムタルを母として生まれた。
メギドの戦いでのヨシヤの戦没により、23歳で王に即位し、3ヶ月間王位にあった。エジプト王ネコ2世が彼を監禁して、異母兄弟エホヤキムを王位につけた。
ヨアハズはエジプトに連行されて、その地で死去した。預言者エレミヤとエゼキエルが彼の悲劇的な生涯に言及している(エレミヤ書22章、エゼキエル書19章)。